# Мазур Кирило
Кири́ло Ма́зур (21 березня 1895, с. Чемериси-Волоські нині с. Журавлівка, Жмеринський район, Вінницька область — Франція) — український графік, живописець.

## Життєпис
Кирило Мазур народився в селі Чемерисах-Волоських Могилівського повіту (нині Жмеринський район, Вінницька область, Україна).
У 1917—1921 роках брав участь у визвольних змаганнях у складі Армії УНР (військове звання — старшина). Згодом проживав у Львові, де протягом 1921—1924 років працював рисувальником Національного музею. 1926 року закінчив Мистецьку школу Олекси Новаківського.
Завдяки сприянню Петра Холодного-старшого, який очолював львівське Товариство допомоги емігрантам з України, та підтримці митрополита Андрея Шептицького, митцю вдалося отримати стипендію на навчання у Високій технічній школі в Льєжі (Бельгія), до якої він прибув у 1926 році. Потім у Франції здобув фах інженера-хіміка.

## Творчість
Працював у техніці літографії. Був активним учасником українського життя в Парижі. 1960 почав писати олійні портрети, пейзажі та натюрморти. Від 1930-х років був учасником паризьких виставок. Окремі роботи зберігаються в приватних колекціях Франції.
1986 року написав «Спогад про О. Новаківського», який вийшов у мистецькому журналі «Нотатки з мистецтва» (Філадельфія, № 26).